# Sätrabadet

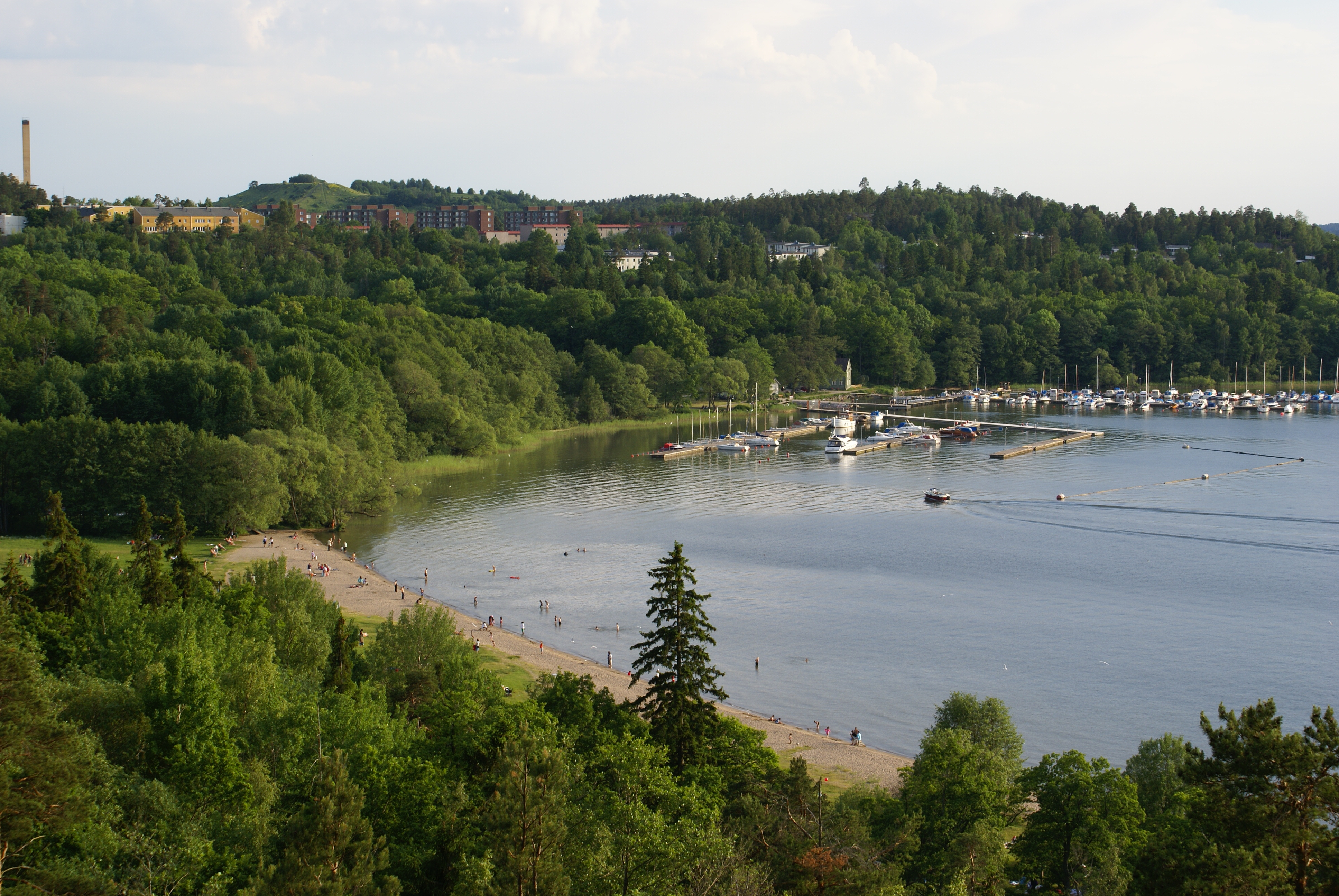
Sätrabadet, från berget på södra sidan

Sätrabadet (även Sätrastrandsbadet) är ett av Stockholms stads 24 officiella strandbad (gäller år 2008). Badet ligger vid Mälaren i stadsdelen Sätra i sydvästra Stockholm. Intill Sätrabadets södra sida har Sätraån sitt utlopp. Badet ligger inom Sätraskogens naturreservat.
Sätrabadet har en cirka 350 meter lång sandstrand och gränsar till ett stort område med både sand, klippor och gräs. Längst i norr finns en badplats för hundar. Det finns kiosk och minigolf och man kan sitta vid bord eller bänkar. Förbi badet leder en lång promenadväg som går från gården Johannesdal i syd ända till Gröndal i norr. 
Under år 2006 fick Sätrabadet tillsammans med Hökarängsbadet och Smedsuddsbadet flest anmärkningar beträffande vattenkvalitén och en konsultutredning togs fram. Vid Sätrabadet finns flera avlopp nära vattnet som skall undersökas närmare. Dessutom skulle påverkan kunna ske från avlopp från båtar i den närbelägna fritisbåtshamnen. På sommaren 2008 var vattenkvalitén åter godkänd.